# Михайленко Петро Петрович
Петро Петрович Михайленко (нар. 2 вересня 1914, Піщане — пом. 1 червня 2008) — український правник, доктор юридичних наук, професор, академік Академії правових наук України, генерал-лейтенант внутрішньої служби, почесний член науково-дослідної ради Американського біографічного інституту, заступник Генерального директора Всесвітнього біографічного центру по регіону Європа, президент Міжнародної академії фундаментальних основ буття.

## Життєпис
Народився 2 вересня 1914 року в селі Піщаному Грайворонського повіту (нині Бєлгородської області Росії). Нащадок українських козаків, які у 17 столітті переселилися сюди з Правобережної України. В 1926 році з родиною переселився на станцію Мушкетове (нині в околицях Донецька), навчався в Мушкетівській залізничній школі. Через важке матеріальне становище родини, тринадцятирічним хлопцем розпочав трудову діяльність спочатку підручним електрослюсаря, згодом помічником кіномеханіка, черговим високовольтної підстанції. За порадою і наполяганням батьків закінчив робітфак і став студентом Дніпропетровського інституту народної освіти.
Педагогічну діяльність розпочав у 1933 році у Лідієвській середній школі міста Сталіного (нині Донецьк) інструктором з праці. Викладав також арифметику, фізику, пізніше російську мову та літературу.
Поступив на навчання до Військової академії в Ленінград, але згодом захворів на малярію і за порадою лікарів поїхав на Північний Кавказ у Ставропольський край, де працював завідувачем з навчальної частини, викладав російську мову і літературу у старших класах, згодом директором середньої школи № 2 у місті Мінеральних Водах.
З початком німецько-радянської війни добровольцем пішов на фронт. З вересня 1941 року командував батальйоном 10-ї саперної армії, що зводила оборонні споруди від Ростова до Моздака. Восени 1941 рок, під час бомбардування німецькою авіацією залізничної станції Армавіра, був поранений і контужений.
У 1942–1945 роках навчався у Військово-юридичній академії. Отримав диплом про вищу юридичну осіту і наручний годинник за відмінне закінчення академії. Президією Верховної Ради СРСР був обраний членом колегії Військового трибуналу 14-ї повітряної армії, згодом 73-ї повітряної армії. Без відриву від служби викладав у Львівському державному університеті імені І. Франка курс військово-кримінального права.
Після успішного захисту кандидатської дисертації в Москві призначений спочатку старшим викладачем, а в 1949 році завідувачем кафедри карного права, процесу і криміналістики, деканом юридичного факультету Львівського університету.
В 1951 році був переведений до складу експертної комісії з юридичних наук при Управлінні вищої освіти Ради Міністрів СРСР, обраний членом Координаційної ради Академії наук УРСР, залучений до роботи Вищої атестаційної комісії СРСР.
Паралельно з науковою діяльністю працював у центральних, відомчих і обласних архівах. Його публікації дали привід місцевій владі оголосити його «українським буржуазним націоналістом», накласти суворе портстягнення і звільнити з посади декана юрфаку і завідувача кафедри. І тільки його перебування на той час в Москі, у докторантурі врятувало його від подальших гонінь.
В 1953 році в ІПАН СРСР захистив дисертацію на здобуття ступеня доктора юридичних наук, став першим і єдиним доктором кримінального права в УРСР. Після повернення до Львова був відновлений на попередніх посадах.
У 1956 році був призначений головою Урядової делегації України в ООН, де був активним учасником розробки важливих міжнародних документів. Того ж року, рішенням Президії Верховної Ради УРСР був уведений до складу комісії з перегляду Кримінального кодексу УРСР. Працював у секторі держави і права АН УРСР, у Київському державному університеті імені Т. Шевченка.
Науковець вирішив повторно опублікувати документи ВУЦВК, згідно з якими українській мові у 1920 році було надано статус державної, але цензура не пропустила матеріали до друку. Проте у першому томі книги «Боротьба зі злочинністю в Українській РСР», виданому у 1966 році, він надрукував згадані документи.
У лютому 1958 року було прийнято рішення про створення Київської філії Вищої школи МВС СРСР, де Петру Петровичу запропонували очолити за сумісництвом кафедру спецдисциплін. Пізніше він обґрунтував необхідність створення самостійного відомчого навчального закладу в Україні — Київської вищої школи МВС (нині Національна академія внутрішніх справ України).
У серпні 1971 року його призначили першим заступником начальника ВНДІ МВС СРСР і начальником Київської науково-дослідної лабораторії ВНДІ МВС СРСР, створеної з його ініціативи.

Могила Петра Михайленка

Помер 1 червня 2008 року. Похований в Києві на Міському кладовищі «Берківцях». Гранітна стела у вигляді розкритої книги, на лівій сторінці якої портрет Петра Михайленка з датами життя і написом російською мовою:
«Какой светильник разума угас,
какое сердце биться перестало»
на правій не повний перелік його посад і звань.

## Відзнаки
Заслужений діяч науки і техніки України, заслужений працівник МОН України, почесний працівник МВС України, відмінник освіти України. Удостоєний міжнародних титулів «Видатний професор миру» (США) та «Людина тисячоліття» (Англія).
Нагороджений понад 120 урядовими, відомчими та церковними нагородами України й інших країн. Серед них:
- українські ордени: ордени «Ярослава Мудрого» 4-го і 5-го ступенів, «Богдана Хмельницького» 3 ступеня, Почесна відзнака Президента України «За заслуги» 3-го ступеня, Почесні грамоти і медалі Верховної Ради і Кабінету Міністрів України;
- церковні ордени: Святого Дмитра Солунського і Преподобного Іллі Муромця 3-го ступеня;
- ордени колишнього СРСР: «Вітчизняної війни» 1-го ступеня, «Червоної Зірки», «Знак Пошани»;
- понад 15 орденів і медалей іноземних держав (Велика Британія, Франція, США та інші).

## Наукова і громадська діяльність
Автор понад 400 наукових праць, окремі з яких видані, крім української та російської, ще й англійською, французькою, іспанською та китайською мовами. Він є засновником та співзасновником низки наукових шкіл, зокрема:
- «Історія кримінального права України»;
- «Теорія оперативно-розшукової діяльності»;
- «Кримінологія України»;
- «Історія міліції України».

За час своєї науково-педагогічної діяльності професор П. П. Михайленко підготував близько 50 тисяч юристів вищої кваліфікації. Серед його учнів 162 генерала, 15 академіків, 56 державних діячів, 6 докторів і 46 кандидатів наук.
Наприкінці 2006 року були засновані премія імені академіка Михайленка і міжнародний фонд його імені, головним завданням яких є сприяння розвитку юридичної науки в Україні. Також із переданих ним понад 2000 рідкісних книг з його колекції у Національній бібліотеці України імені В. І. Вернадського засновано фонд імені академіка Михайленка.
Петро Михайленко був Головою Ради ветеранів, професором-консультантом МВС України, консультантом комітету Верховної Ради України з питань законодавчого забезпечення правоохоронної діяльності.